# Osservazione di Nettuno
Nettuno è l'unico pianeta del sistema solare non visibile dalla Terra senza l'ausilio di un telescopio; la sua magnitudine è sempre compresa tra +7,7 e +8,0; può essere quindi superato in luminosità dai satelliti galileiani di Giove, dal pianeta nano Cerere e dagli asteroidi 4 Vesta, 2 Pallas, 7 Iris, 3 Juno e 6 Hebe. Il valore medio della magnitudine corrisponde a circa un quinto di quella che caratterizza le stelle più fioche visibili ad occhio nudo.
Visto attraverso un grande telescopio, Nettuno appare come un piccolo disco bluastro dal diametro apparente di 2,2–2,4 secondi d'arco. Lo studio visuale del pianeta è stato dunque una sfida impegnativa fino all'avvento del Telescopio spaziale Hubble e dei grandi telescopi a terra con ottiche adattive. Fino al 1977, ad esempio, neanche il periodo di rotazione del pianeta era stato determinato con certezza. Le immagini migliori ottenute dalla Terra permettono oggi di individuarne le formazioni nuvolose più pronunciate e le regioni polari, più chiare del resto dell'atmosfera. Con strumenti meno precisi è impossibile individuare qualsiasi formazione superficiale del pianeta, ed è preferibile dedicarsi alla ricerca del suo satellite principale, Tritone, più semplice da individuare.
Ad osservazioni nelle frequenze radio, Nettuno appare essere la sorgente di due emissioni: una continuata e piuttosto debole, l'altra irregolare e più energetica. Gli studiosi ritengono che entrambe sono generate dal campo magnetico rotante del pianeta. Le osservazioni nell'infrarosso esaltano le formazioni nuvolose del pianeta, che brillano luminose sullo sfondo più freddo, e permettono di determinarne agevolmente le forme e le dimensioni.
Osservato dalla Terra, Nettuno passa attraverso una fase di moto retrogrado apparente ogni 367 giorni, risultante in un movimento circolare sullo sfondo delle stelle fisse nel corso di ogni opposizione. Questi movimenti lo hanno portato nei mesi di aprile e luglio del 2010 e nei mesi di ottobre e novembre del 2011 in prossimità delle coordinate a cui è stato scoperto nel 1846.

## Storia

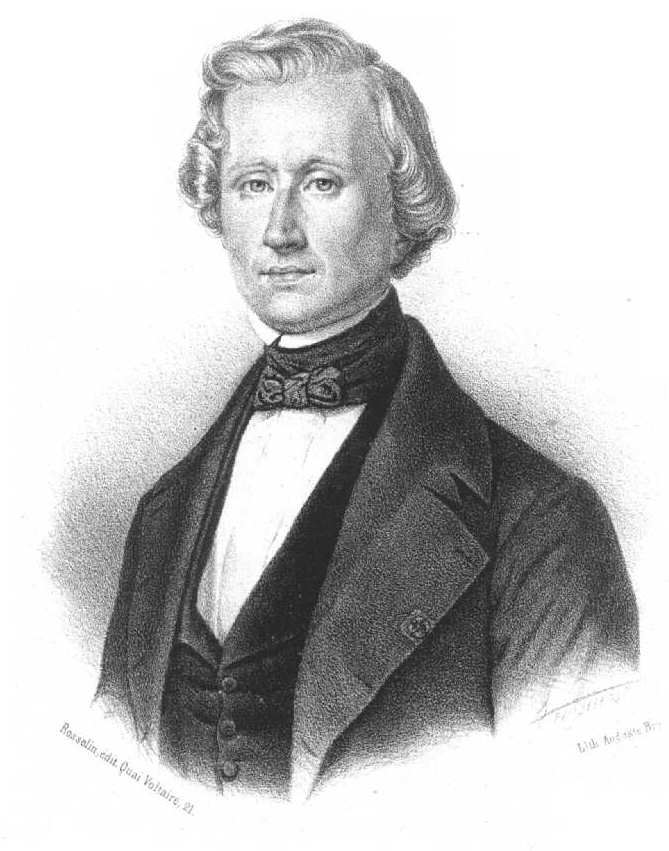
Urbain Le Verrier

La prima osservazione storica di Nettuno è attribuita a Galileo Galilei, che riportò la posizione del pianeta su una carta celeste che disegnò nel corso delle sue osservazioni di Giove del 27 dicembre 1612; l'astronomo non lo distinse tuttavia dalle stelle fisse, e non capì di avere osservato un pianeta sconosciuto. Lo scienziato pisano non può essere biasimato per questo, dal momento che per una coincidenza fortuita in quel periodo il moto apparente di Nettuno era eccezionalmente lento: proprio quel giorno il pianeta aveva iniziato a percorrere il ramo retrogrado del suo moto apparente in cielo, e non poteva essere individuato mediante i primitivi strumenti di Galilei. Qualche giorno dopo, il 4 gennaio 1613, si verificò addirittura l'occultazione di Nettuno da parte di Giove: se Galileo avesse continuato ancora per qualche giorno le sue osservazioni, avrebbe dunque osservato la prima occultazione dell'era telescopica.
Altri astronomi riportarono osservazioni di Nettuno nei loro appunti, senza però intuirne la reale natura di pianeta: Jérôme Lalande, nel 1795 dall'Osservatorio di Parigi e John Herschel, nel 1830.
Non sono registrate altre osservazioni del pianeta precedenti alla metà del XIX secolo.
Quando nel 1821 Alexis Bouvard pubblicò il primo studio dei parametri orbitali di Urano divenne chiaro agli astronomi che il moto del pianeta divergeva in maniera apprezzabile dalle previsioni teoriche; il fenomeno poteva essere spiegato solo teorizzando la presenza di un altro corpo di notevoli dimensioni nelle regioni più esterne del Sistema solare. Indipendentemente fra loro, il matematico inglese John Couch Adams (nel 1843) e il francese Urbain Le Verrier (nel 1846) teorizzarono con buona approssimazione posizione e massa di questo presunto nuovo pianeta. Mentre le ricerche di Adams vennero inizialmente trascurate dall'astronomo britannico George Airy, cui egli si era rivolto per sottolineare la necessità di ricercare il nuovo pianeta nella posizione trovata e che s'interessò alla questione solo dopo aver saputo anche degli studi di Le Verrier, questi ultimi vennero applicati da due astronomi dell'Osservatorio di Berlino, Johann Gottfried Galle e Heinrich d'Arrest: dopo meno di mezz'ora dall'inizio delle ricerche - aiutati dall'utilizzo di una carta stellare della regione in cui si sarebbe dovuto trovare Nettuno che avevano compilato le notti precedenti e con cui confrontarono le osservazioni - il 23 settembre 1846, i due individuarono il pianeta, a meno di un grado dalla posizione prevista da Le Verrier (ed a dodici gradi dalla posizione prevista da Adams).

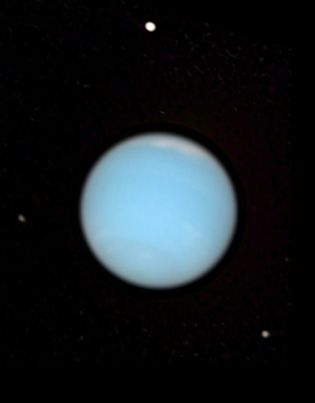
Immagine di Nettuno raccolta nel visibile dal telescopio spaziale Hubble

Nel giugno del 1846, Le Verrier aveva pubblicato una stima della posizione del pianeta simile a quanto calcolato da Adams. Ciò aveva spinto Airy a sollecitare il direttore dell'osservatorio di Cambridge, James Challis, a cercare il pianeta. Challis aveva quindi setacciato il cielo tra agosto e settembre, ma invano. Dopo che Galle ebbe comunicato l'avvenuta scoperta, Challis realizzò di aver osservato il pianeta due volte in agosto, ma di non averlo identificato a causa della metodologia con cui aveva affrontato la ricerca.
Già il 10 ottobre 1846, dopo diciassette giorni dalla scoperta di Nettuno, l'astronomo inglese William Lassell scoprì il suo principale satellite Tritone.
Alla fine dell'Ottocento fu ipotizzato che presunte irregolarità osservate nel moto di Urano e Nettuno derivassero dalla presenza di un altro pianeta più esterno. Dopo estese campagne di ricerca, Plutone fu scoperto il 18 febbraio 1930 alle coordinate previste dai calcoli di William Henry Pickering e Percival Lowell per il nuovo pianeta. Tuttavia, il nuovo pianeta era troppo lontano perché potesse generare le irregolarità riscontrate nel moto di Urano, mentre quelle riscontrate nel moto di Nettuno derivavano da un errore nella stima della massa del pianeta (che fu individuato con la missione della Voyager 2) e che era all'origine, tra l'altro, delle irregolarità di Urano. La scoperta di Plutone fu quindi piuttosto fortuita.
Complice la sua grande distanza, le conoscenze su Nettuno rimasero frammentarie almeno fino alla metà del Novecento. Il 1º maggio 1949 Gerard Kuiper scoprì la sua seconda luna, Nereide. Negli anni settanta e ottanta si accumularono indizi sulla probabile presenza di anelli, o archi di anelli. Il 24 maggio 1981, nel corso di un'occultazione stellare, venne individuato da Harold Reitsema il terzo satellite, Larissa.
Nell'agosto 1989 le conoscenze ricevettero una enorme spinta in avanti dal sorvolo della prima sonda automatica inviata ad esplorare i dintorni del pianeta, la Voyager II. La sonda individuò importanti dettagli dell'atmosfera del pianeta, confermò l'esistenza di ben cinque anelli ed individuò nuovi satelliti oltre a quelli già scoperti dalla Terra.
Si è avuto un netto miglioramento nello studio visuale del pianeta dalla Terra con l'avvento del Telescopio spaziale Hubble e dei grandi telescopi a Terra con ottiche adattive.